# Ingolsheim

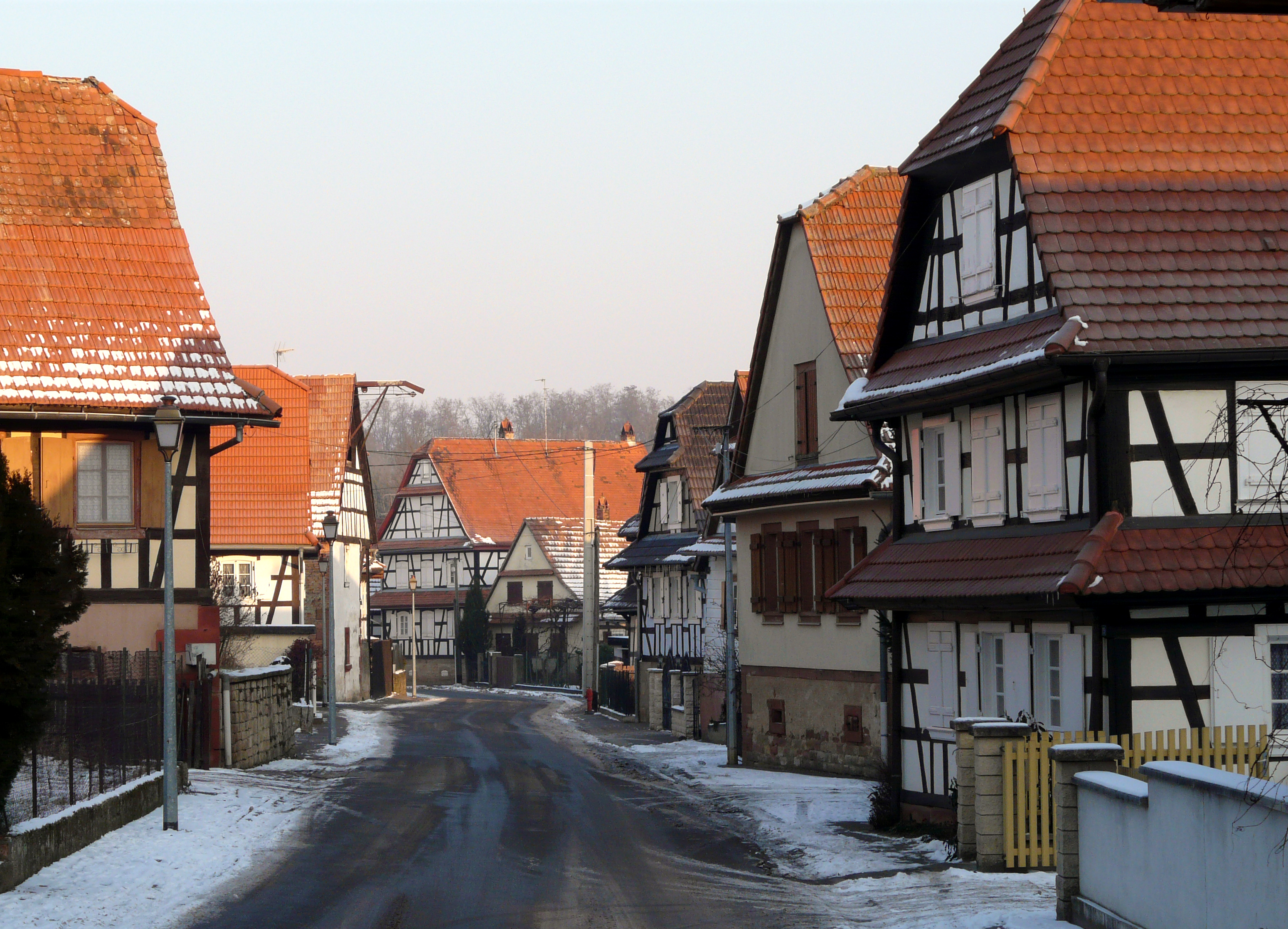
Strada a Ingolsheim

Ingolsheim (Íngelse in alsaziano) è un comune francese di 348 abitanti situato nel dipartimento del Basso Reno nella regione del Grand Est.

## Società

### Evoluzione demografica
Abitanti censiti
- Wikimedia Commons contiene immagini o altri file su Ingolsheim